# Veratrum stamineum
Veratrum stamineum là một loài thực vật có hoa trong họ Melanthiaceae. Loài này được Maxim. miêu tả khoa học đầu tiên năm 1871.